# Округла црква
Округла црква (буг. Кръгла църква, Kragla tsarkva), такође позната и као Црква Светог Јована (буг. църква Свети Йоан, tsarkva Sveti Yoan), велика је и делимично очувана православна црква. Налази се у Великом Преславу, граду у североисточном делу Бугарске, некада главном граду Првог бугарског царства. Црква датира из 10. века, а изграђена је за време владавине бугарског кнеза Симеона I. Откопана је и први пут испитана у периоду 1927–1928. године.
Сматра се да је ова црква један од најупечатљивијих примера средњовековне бугарске архитектуре. Округла црква добила је име због препознатљивог кружног облика целе, која служи као место одржавања литургије. Црква има широки атријум, правоугаони улаз односно нартекс, окружен са две мале куле.
Дизајн цркве подудара се са религијском архитектуром из касног римског периода, односно припада раној хришћанској уметности. Због свог карактеристичног плана и архитектуре, који се значајно разликује од бугарских и византијских црквених објеката, сматра се да је током градње ове цркве велики утицај имала кавкаска архитектура и архитектура династије Каролинга. Други назив за овај објекат је Златна црква и он произилази из његове могуће и популарне идентификације са „новом златном црквом” у Великом Преславу која се спомиње у средњовековним књижевним изворима.
Ова црква има богату унутрашњу декорацију, украшена је мозаицима, керамиком и детаљима од мермера, па се тако значајно разликује од других цркава у Великом Преславу. На зидовима цркве налази се стотине цртежа који приказују бродове, природу и хришћанске симболе. Средњовековни натписи на зидовима крећу се од имена светаца на средњовековном грчком језику, све до кратких текстова написаних на глагољици и ћирилици.

## Кратак историјат
Основана 681. године као паганска држава, Бугарска је формално хришћанизована од стране византијског свештенства шезедесетих година 9. века под Борисом I. Право да се Бугарска хришћанизује био је предмет политичког спора између Византијског царства и папе. Са преласком у хришћанство, владар Бугарске, Борис I, надао се да ће се решити унутрашња етничка питања земље, као и да ће Бугарска унапредити односе са другим земљама, јер је сматрао да хришћански владари у Европи нису равноправно третирали Бугарску као друге хришћанске државе.
Округла црква изграђена је током владавине сина Бориса I, бугарског кнеза Симеона I, који је водио успешну политику и успоставио привремену супериорност Бугарске над Византијом, понекад претећи нападом на главни град Византије, Константинопољ. Проширио је територију Првог бугарског царства преко великог дела Балкана, све до Јадранског и Егејског мора. Симеон I је такође освајао територије данашње Србије и Црне Горе. Због својих подухвата, Симеон I нашао се у великом броју средњовековних бугарских књига и његова владавина сматра се Златним добом средњовековне бугарске културе.
Град Преслав постао је главни град Бугарске, за време ране владавине Симеона I, који га је претварао у културни центар, желећи да га направи по узору на супарнички Константинопољ. Једна од најистакнутијих образовних институција у време Златног доба била је Преславска књижевна школа. Град се изузетно дичио због изградње великог броја објеката, који је укључивао десетине палата и цркви, укључујући и Округлу цркву, која се сматра једним од најимпресивнијих споменика средњовековне бугарске архитектуре и једним од највећих достигнућа старе културе Бугарске.

## Идентификација и историја цркве
Округла црква се популарно идентификује са „новом златном црквом” која се у колофону спомиње у старом приповеду Атанасија Александријског, Орације против Аријана. У тексту се наводи да је превод извршен по налогу кнеза Симеона I, од стране бугарског писца Константина Преславског, а касније је превод штампао Теодор Докс.

 
На ушћу реке Тиче по византијској 6415. години односно 907. години изграђена је нова златна црква у Преславу

Ипак, није познато да ли се ушће Тиче односи на уски део реке, на Устију, пролаз у близини града, на одређену локацију или на спољне градске зидине у чијој близини се налазе остаци Округле цркве. Такође, није јасно да ли је ова црква проглашена новом међу другим златним црквама или сматрана једином златном црквом у Великом Преславу.
Историчар Станко Ваклинов сматра да постоји спор око назива Округле цркве златном, док историчар уметности Никола Мавродинов сматра да нема дилеме да је ова црква названа златном, а да су пре ње многе друге тако називане. Са друге стране, историчар А. П. Властро сматра да ова идентификација цркве није апсолутно сигурна.
У списима цркве стоји да је она изграђена пре 907. године. Иако се црква може приписати најкасније 10. веку, неки научници сугерирали су да је због свог застарелог плана могла да буде конструисана непосредно уз много раније касно-римске базилике. Могући ктитор и донатор дела црквене градње био је високи званичник цркве по имену Паул, који се помиње у натпису унутар цркве. Највећи део посла вероватно је финансирао Симеон I, који се сматра највећи донатором у изградњи ове цркве.
У бугарским академским круговима постоји дебата о томе да ли је црква изграђена као манастирска црква или као засебна саборна црква. Објекти у близини цркве тумаче се као стамбени део манастира, који су највероватније успостављени након изградње Округле цркве, током владавине Петра I Бугарског. Одсуство улаза на овим на бочним странама према цркви и присуству великог атријума ипак чини тврдњу да је овај објекат изграђен као манастир мало вероватном. Научница Бистра Николова сматра овај објекат градском саборном црквом и упоређује га са Великом базиликом у Плиски. Истраживач Крастју Мијатев овај објекат види као краљевску цркву Симеона I, док историчар уметности Никола Мавродинов и археолог Тотју Тотев сматрају да је овај објекат изграђен као манастир.
Најранија ископавања на овом подручју извршена су у периоду између 1927. и 1928. године, од стране археолога Националног археолошког музеја у Софији, односно од археолошког друштва под управом Јордана Господинова. Друго истраживање на чијем челу је био Красти Митајев резултирало је детаљнијом студијом, а истраживања се и данас врше.
Округла црква, заједно са читавим средњовековним делом града Великог Преслава, проглашена је 1927. године за историјски и археолошки резерват и стављена под заштиту државе. Године 1970. увршћена је на списак споменика културе националног значаја са публикацијом у државној газети Бугарске. У склопу архитектонског резервата Велики Преслав, Округла црква је наведена под бројем 98. и заведена у 100 туристичких дестинација Бугарске.
Црква свете Петке у граду Русе отворена је 1944. године и изграђена по узору на Округлу цркву у Великом Преславу. Округла црква је делимично обновљена деведесетих година 20. века и почетком 21. века.
У децембру 2009. године најављени су планови за реконструкцију цркве у целости, без уништавања или измене било ког оригиналног материјала, а њено реновирање завршено је 2011. године. Споменик посвећен цару Симеону I представљен је у непосредној близини Округле цркве 27. маја 2007. године у част 1080. годишњице његове смрти. Упркос томе што није активна, црква се редовно користи за крштења и венчања.

## Архитектура

### Локација и стил
Округла црква била је изграђена изван унутрашњег града Преслава и у највећој мери укључивала је краљевску палату и његове повезане објекте као што је Краљевска базилика. Изграђена је у тада околним деловима града, око 250 метара од јужних капија ка улазу у ужи део града. Ситуирана је на благом узвишењу, а данас се заједно са осталим рушевинама средњовековног Преслава налази недалеко од урбане зоне града, који је административни центар Шуменске области у североистичној Бугарској.
На простору Балкана налази се мали број цркава из овог времена које су изграђене у византијској архтектури, а Округла црква се значајно разликује од осталих због свог кружног облика, јединственог у бугарској архитектури. Заобљени и динамични облик овог објеката је у контрасту са оштрим правоугаоним дизајном тог периода. Иако је велики утицај на изградњу Округле цркве имала кавкаска архитектура и династија Каролинга, сматра се да је објекат грађен по угледу на касне римске или рановизантијске зграде које су постојале на подручју Бугарске. Због присуства ротонде, ова црква значајно подсећа на верске објекте из периода владавине Јустинијана I, као што је Базилика светог Виталија у Равени, црква светих Срђа и Ваха у Истанбулу и Галеријева Капија у Солуну. Чак и ако је план неуобичајен, технологија и принципи који су се користили у изградњи Округле цркве су били савремени за 10. век, а истим методама грађени су и други објекти у Великом Преславу.
Византијске цркве нису једини извор инспирације коју истраживачи приписују Округлој цркви. Неки научници повезују њен дизајн са дизајном којим су се градиле цркве у Јерменији, а идеје су можда познате на просторима Бугарске, због доласка занатлија са Кавказа у њихову земљу. Генерално, цркве са таквим застарелим планом на Балкану су повезане са миграцијом Кападочана, Јермена или грузијских монаха. Још један могући модел за Округлу цркву у Преславу се може наћи у архитектури династије Каролинга из времена Карла Великог, посебно према моделу Дворске капеле Карла Великог у Ахену у западном делу Немачке, која има велике сличности са Округлом црквом. У време изградње Округле цркве, Бугарска је била у директном контакту са Франачком. Једна од особина овог објекта, коју научници приписују веома препознатљивом каролиншком утицају, јесте присуство великог вестверка.

## Карактеристике
Округла црква састоји се из три одсека: широког атријума, нартекса и целе, а сваки служи као премиса другом.
Историчар уметности Никола Мавродинов и археолог Карел Шкорпил сматрали су да су нартекс и цела изграђени у периоду прве градње, а да је атријум направљен нешто касније, по пројекту истог архитекте. Црква је дужине 38,5 м, укључујући и атријум. Изграђена је од правоугаоних блокова који су повезани малтером. Унутрашњи део апсиде израђен је од малтера црвене боје. Под је био прекривен мермерним и каменим плочицама, постављеним на врху црвеног малтера у нартексу. Црвене и жуте цигле коришћене су за изградњу атријума, лука и евентуално за куполу. Делови опеке су коришћени како би се попунили простори између камена на зидовима.

### Атријум
Најстарији део Округле цркве је њен атријум. Доступан је кроз три капије (по једна на сваком зиду), од којих је она на главном, западном зиду најраскошнијег изгледа. Атријум је квадратног облика, а његове димензије су 12,20 m × 14.30 м. Бунар се налази у централном делу дворишта и био је повезан са водоводом. Странице атријума су украшене мноштвом сводова са стубовима између њих. Укупно постоји четрнаест сводова, четири на сваком од три зида дворишта и по један на местима где се завршавају делови западног зида.

### Нартекс
Правоугли нартекс представља средњи део објекта, између атријума и целе и служи као предворје цркве. Налази се источно од атријума преко широке капије, окруженом са две високе куполе. Научница Бистра Николова пореди нартекс Округле цркве са онима на верским објектима на Светој гори, због тога што су исте дубине.
Северни део укључује малу некрополу, док је јужни део вероватно служио као крстионица, јер има квадратну инсталацију са глиненим цевима која подсећа на купељ. Међутим, Николова сматра да је њен облик превише неуобичајен и да њена дубина није прикладна за крштење, и верује да је уместо тога дизајнирана као посуда за свету водицу.
Нартекс је димензија 5 х 9,5 м, добро је очуван и није накнадно рађен, већ оригиналан, прављен кад и сам објекат. Куле објекта су висине 3,20 м и свака има три прозора. Виши стубови кула су постигнути преко спиралног степеништа, које су пронађене заједно са археолошким остацима у северној куполи. Постоји два пара стубова унутар нартекса и они служе како би били потпора другом спрату, до којег се данас може доћи само из северног торња. Стубови раздвајају нартекс на три дела.

### Ротонда
Округла цела је најисточнији и најважнији део цркве, јер се на том делу врши литургија. Пречник ротонде је 10,5 м, а доступна је са све три капије објекта и у потпуности је прекривена куполом. Дванаест сводова изграђено је полукружно, северно и јужно од источног дела ротонде и апсиде која се сама уклапа у један од сводова. Велики потпорни стубови ојачавају структуру објекта, како унутар, тако и споља. Десет или дванаест колона белог мермера налазило се унутар ротонде, са спољашње стране. Капители стубова су слични онима у Краљевској палати у Преславу. У гробници се налази дрвени сандук, у близини апсиде.
Полукружна апсида природно се уклапа са другим сводовима ротонде. Мермерни амвон налази се у централном делу између стубова и ротонде, директно испод центра куполе.

### Декорација
Ентеријер Округле цркве био је богато украшен шареним мозаиком у византијском стилу, као и са карнизима и керамиком. Са изузетком прелазних стубова који потичу из римског или византијског доба, остатак декорације створен је посебно, током изградње цркве. Историчар А. П. Властро пронашао је везу између Прабугара и уметношћу Персије и Азије, стога он истиче да се декоративни симболи нису заснивали на византијској култури, већ верује да су створени од стране људи који су живели на овом простору. Истраживач Крастју Мијатев је супротног мишљења и он указује на значајне сличности између декорације Округле цркве и Цркве Пресвете Богородице која датира из 908. године. Историчар уметности Никола Мавродинов иде корак даље да и тврди да је архитекта Округле цркве био директно инспирисан древним примерима, наводећи нарочито богату скулптуралну декорацију.
Округла црква била је са својом керамичком декорацијом неупоредива са било којом другом црквом у Преславу и била једини познат објекат у граду који је садржао керамичке плочице. Керамичке и мозаичне иконе, које су се налазиле унутар објекта, представљале су свеце у њиховој природној величини, све до минијатура. 
Док су иконе биле изграђене од глинених плочица, иконе на мозаику су биле више разноврсне у свом материјалу, што укључује глину, стакло и камен различитих нијанси на златној позадини. Међу приказаним свецима и библијским фигурама су Харалампије и вероватно пророк Јоил.
Округла црква имала је мермерне и кречњачке карнизе, са великим бројем орнамената и других детаља као што су палмете, отисци и олуци. 
Поред класичних украсних облика, карнизи су имали неке од потпуно нових карактера или познатих, али редизајнираних мотива. На плочицама које се налазе унутар објекта нацртане су птице и друге животиње, као и разни геометријски облици и цветни мотиви, у плавој, браон, жутој и зеленој боји.

## Епиграфика
Округла црква садржи бројне средњовековне натписе на својим зидовима као и цртеже. Једна студија је пописала укупно 193 знака и 30 цртежа, а већина њих представља хришћанске симболе. Епиграфика објекта датира из 10. века, а писана је на грчком језику, глагољици и ћирилици. Натписи на глагољици коришћени су у Преславу упоредо кад и ћирилица.
Један од најпознатијих и најзначајнијих натписа на зидовима цркве је ћирилички натпис на јужном зиду у просторијама јужно од нартекса, који је конвенционално познат као крстионица. Натпис гласи: Црква Светог Јована, изграђена од стране хартофилакса Паула и датира из 10. века. Ипак, овај доказ се не узима као сигуран, јер је неспретно писан и не налази се на локацији где иначе стоје потписи донатора цркве. Научница Бистра Николова сматра да је аутор био писмена особа која је служила хартофилаксу Паулу и желела да прошири његову славу. Ипак, она тврди да се овај текст може односити само на изградњу нартекса, а не целокупне цркве. 
Други примери епиграфике Округле цркве укључују неколико кратких текстова на глагољици и ћирилици и неколико одвојених слова. Поједина слова уписана на зидове илуструју начин комбиновања грчких и поједностављених словних форми глагољице у облику ране ћирилице. На зиду се такође налазе цртежи часног крста, цртежи животиња и једанаест цртежа бродова. До сада је откривен један епитаф у част жене описане као божји слуга Тудора.

### На енглеском
- Crampton, R .J. (2005). A Concise History of Bulgaria. Cambridge: Cambridge University Press. стр. 16–17. ISBN 978-0-521-61637-9.
- Curta, Florin (2006). Southeastern Europe in the Middle Ages, 500–1250. Cambridge: Cambridge University Press. стр. 220–221. ISBN 978-0-521-81539-0.
- Kazhdan, Alexander (1991). „Bulgarian art and architecture”. Oxford Dictionary of Byzantium. Oxford: Oxford University Press. стр. 334—335. ISBN 978-0-19-504652-6.
- Mango, Maria Mundell (2009). Byzantine Trade, 4th–12th Centuries: The Archaeology of Local, Regional and International Exchange: Papers of the Thirty-eighth Spring Symposium of Byzantine Studies, St John's College, University of Oxford, March 2004. Farnham: Ashgate Publishing. стр. 113—114. ISBN 978-0-7546-6310-2.
- Schwartz, Ellen C. (2002). Reconsidering the Round Church of Symeon. Sofia, Bulgaria: Palaeobulgarica XXV. стр. 2—15.
- Stavreva, Kirilka; Quek, Lynette (2007). Cultures of the World: Bulgaria. New York: Marshall Cavendish. ISBN 978-0-7614-2078-1.
- Stephenson, Paul (2000). „Bulgaria and beyond: the Northern Balkans (c. 900–963)”. Byzantium's Balkan Frontier: A Political Study of the Northern Balkans, 900–1204. Cambridge: Cambridge University Press. ISBN 978-0-521-77017-0.
- Vlasto, Alexis P. (1970). The Entry of the Slavs into Christendom: An Introduction to the Medieval History of the Slavs. Cambridge: Cambridge University Press. ISBN 9780521074599.

### На бугарском
- Vasilʹev, Aleksandr Aleksandrovich (1952). History of the Byzantine Empire, 324–1453. 1 (2nd изд.). Madison: University of Wisconsin Press. стр. 282—283. ISBN 978-0-299-80925-6.
- Delev, Petar; Katsunov, Valeri; Mitev, Plamen; Kalinova, Evgenia; Baeva, Iskra; Dobrev, Boyan (2006). „10. Zlatniyat vek na balgarskata kultura” [10. The Golden Age of Bulgarian culture]. Istoria i tsivilizatsia za 11. klas [History and Civilisation for the 11th Grade]. Sofia: Knigoizdatelska kashta "Trud"; Sirma AI. ISBN 978-954-9926-72-9.
- Koeva, Margarita (2003). „Arhitektura na Parvoto balgarsko tsarstvo” [Architecture of the First Bulgarian Empire]. Vavedenie v arhitekturnata teoria i istoria. Uchebnik za studenti po izkustvoznanie [Introduction to Architectural Theory and History. Textbook for Art History Students]. Varna: LiterNet. ISBN 978-954-304-027-8. Архивирано из оригинала 22. 10. 2010. г.
- „Kraglata tsarkva” [The Round Church]. Balgarska entsiklopedia A–Ya [Bulgarian Encyclopedia A–Ya] (CD). Sofia: Balgarska akademia na naukite; Knigoizdatelska kashta "Trud"; Sirma AI. 2002. ISBN 978-954-8104-08-1.
- Mavrodinov, Nikola (1959). Starobalgarskoto izkustvo: izkustvoto na Parvoto balgarsko tsarstvo [Old Bulgarian Art: The Art of the First Bulgarian Empire]. Sofia: Izdatelstvo "Nauka i izkustvo". стр. 150—164. OCLC 456107079.
- Miyatev, Krastyu (1965). Arhitekturata v srednovekovna Balgaria [Architecture in Medieval Bulgaria]. Sofia: Izdatelstvo na Balgarskata akademia na naukite. стр. 95—100. OCLC 10198565.
- Nachev, Ventseslav (1994). Balgarski nadpisi [Bulgarian Inscriptions]. Sofia: Izdatelska kashta "Hristo Botev". стр. 17—19. ISBN 978-954-445-128-8.
- Nikolova, Bistra (2002). Pravoslavnite tsarkvi prez Balgarskoto srednovekovie IX–XIV v. [The Orthodox Churches During the Bulgarian Middle Ages 9th–14th Century]. Sofia: Akademichno izdatelstvo "Marin Drinov". стр. 88—92. ISBN 978-954-430-762-2.
- Rashev, Rasho (1995). „Korabat kato simvol v Preslav prez X vek” [The Ship as a Symbol in Preslav in the 10th Century] (PDF). Preslavska Knizhovna Shkola. Sofia: Shumenski universitet; Universitetsko izdatelstvo "Sv. Kliment Ohridski". 1: 338—343. ISBN 978-954-07-0403-6. Архивирано из оригинала (PDF) 22. 10. 2010. г.
- Totev, Totyu (1993). Veliki Preslav: Patevoditel [Veliki Preslav: Guidebook] (на језику: бугарски). Varna: Hronos. стр. 58—63. ISBN 978-954-592-001-1.
- Vaklinov, Stancho (1977). „IV. Izgrazhdane na edinna starobalgarska kultura (vtorata polovina na IX — nachaloto na XI v.” [IV. The establishment of a united Old Bulgarian culture (second half of 9th — early 11th century]. Formirane na starobalgarskata kultura VI–XI vek [The Formation of Old Bulgarian Culture 6th–11th Century]. Sofia: Balgarsko istorichesko druzhestvo; Izdatelstvo "Nauka i izkustvo". OCLC 314653227.